# Gulangyu
Gulangyu (鼓浪嶼T, 鼓浪屿S, GǔlàngyǔP; nota anche come Kulangsu) è un'isola costiera di circa 2 km² situata a sud-ovest di Xiamen (distretto di Siming), nella provincia cinese del Fujian.
Quest'isola ha un legame particolare con la musica. I tre caratteri che costituiscono il suo nome, infatti, significano “onde tambureggianti” (鼓Ku 浪Lang); mentre 屿 indica “isoletta”. Questo nome deriva dal fatto sull’isola aleggia un piacevole suono naturale creato dal fruscio delle onde, che accompagna la vita su di essa. L’isola viene chiamate affettuosamente  “la città dei pianoforti” o “l’isola della musica” dai suoi abitanti, ed è la prima città in Cina per il numero di pianoforti pro-capite. L'isola ospita anche il Museo del Pianoforte (鼓浪屿钢琴博物馆).
Passata sotto controllo europeo nel 1842, a seguito del Trattato di Nanchino, ha conservato numerosi edifici in stile coloniale che, insieme alle spiagge, la rendono una frequentatissima meta turistica. Nel 2017 è stata inserita nella lista dei patrimoni dell'umanità dell'UNESCO. Raggiungibile da Xiamen in 5 minuti di traghetto, ha una popolazione di circa 20 000 abitanti. Sull'isola si parla la lingua amoy dell'hokkien. Non è permessa la circolazione di veicoli (né a motore né biciclette) sull'isola.

## Storia

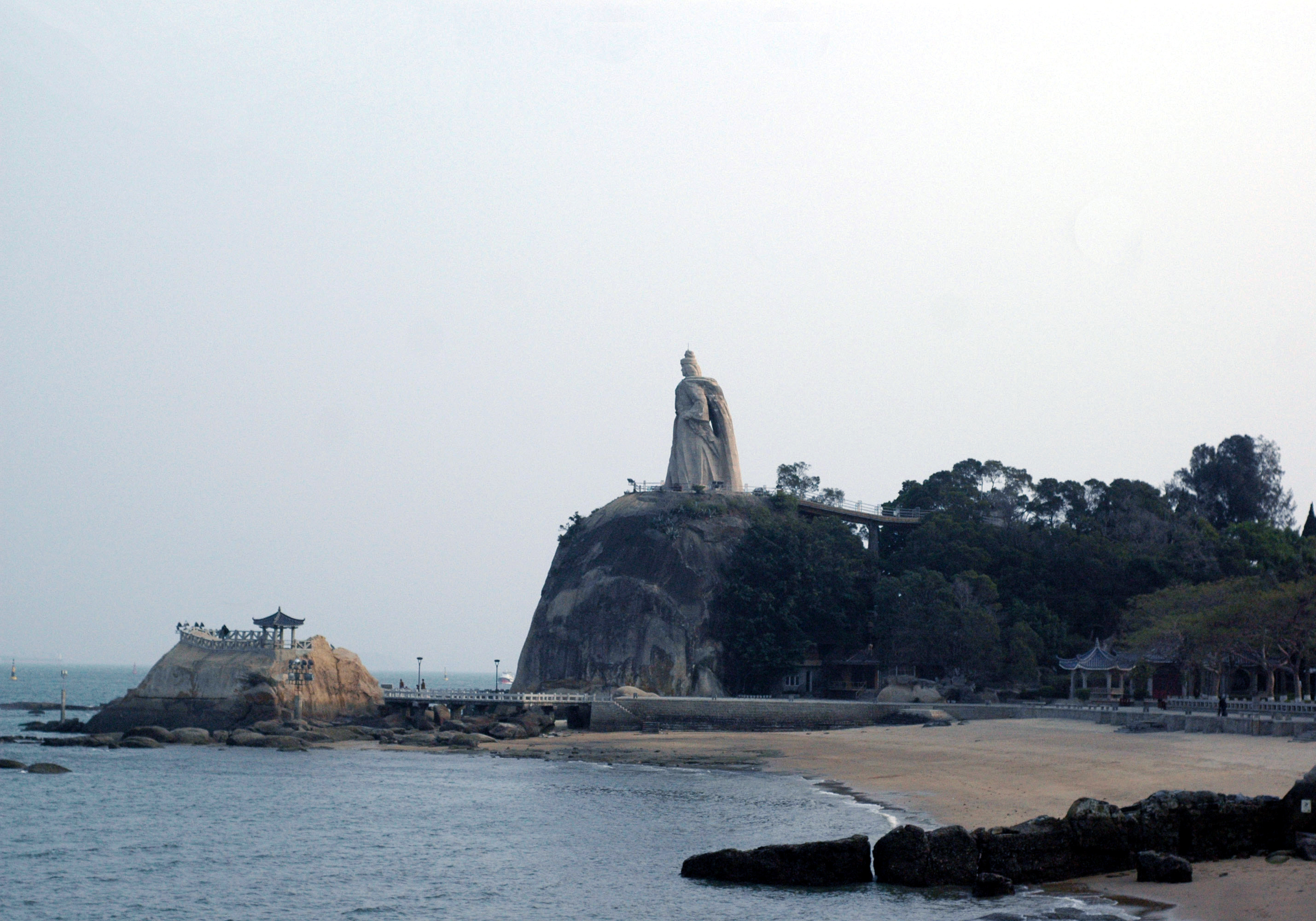
La statua di Coxinga sull'isola di Gulangyu

All'epoca della dinastia Song fu chiamata "isola della sabbia rotonda".
Nel 1662 fu il luogo di partenza della flotta guidata da Coxinga che permise di liberare l'isola di Formosa dal dominio olandese.

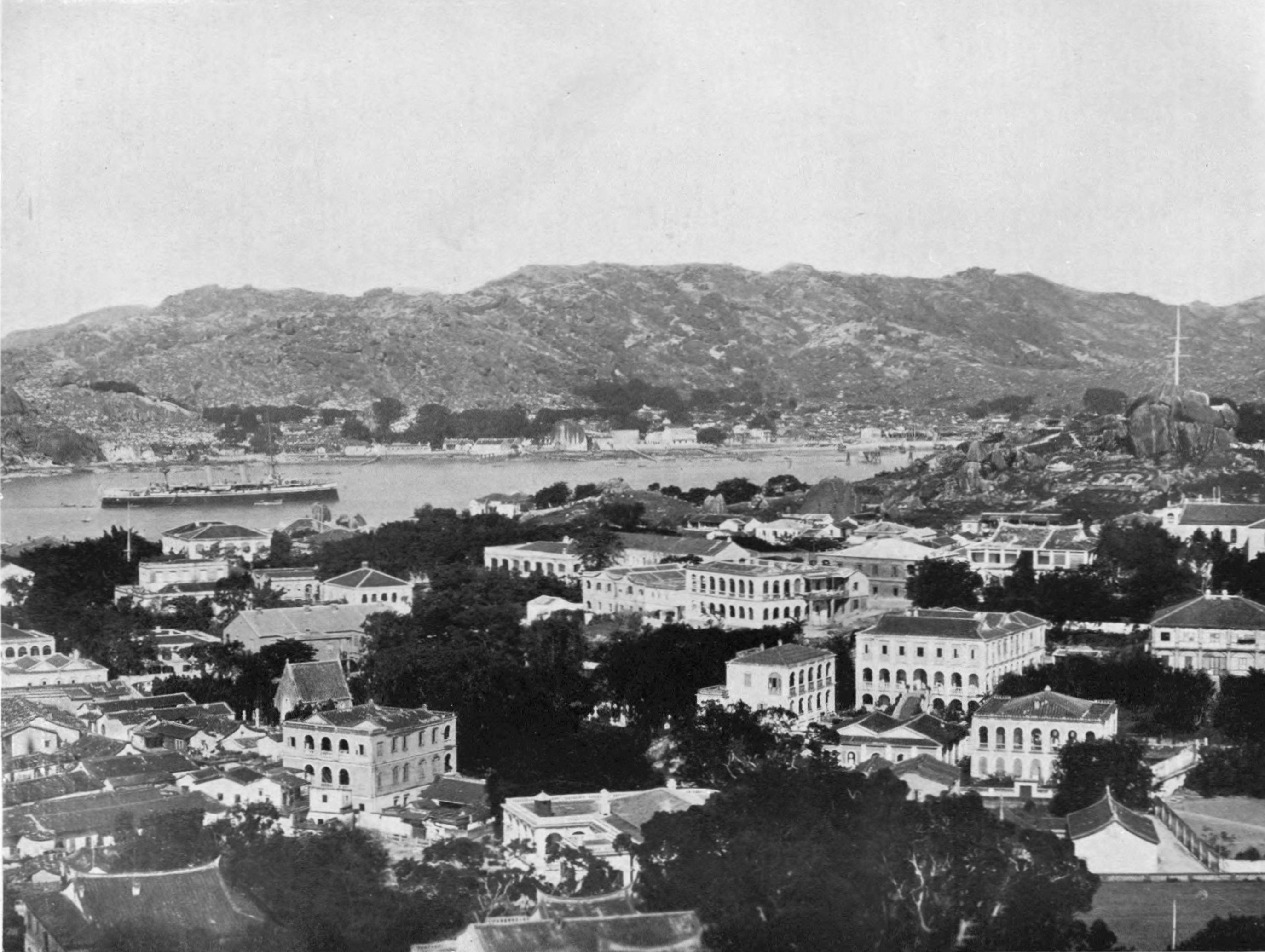
Veduta dell'insediamento internazionale nel 1908

Dopo la Prima guerra dell'oppio, a seguito del Trattato di Nanchino, nel 1842 divenne il primo insediamento internazionale sul suolo cinese, oltre a Shanghai. Immadiatamente i residenti stranieri impostarono un'organizzazione informale che sarebbe stata formalizzata dalle autorità cinesi solo nel maggio 1902. Nel corso del tempo 13 stati, tra cui Regno Unito, Francia, Paesi Bassi e Giappone, usufruirono dei privilegi dell'extraterritorialità dell'isola e parteciparono al Consiglio Municipale di Kulangsu, che amministrava l'insediamento. Gli edifici costruiti nel periodo dell'insediamento internazionale testimoniano della fusione di diversi stili architettonici che si è realizzata sull'isola tra quelli portati dagli europei (da quello vittoriano a quello coloniale all'Art déco e allo stile modernista) e quelli locali, in quello che viene definito "stile Amoy Deco".
Nel 1942 l'isola fu occupata dai Giapponesi che la tennero fino alla fine della Seconda Guerra mondiale.